# Specie italiane di Senecio
La voce elenca le specie italiane del genere Senecio .

## Elenco delle specie italiane diSenecio

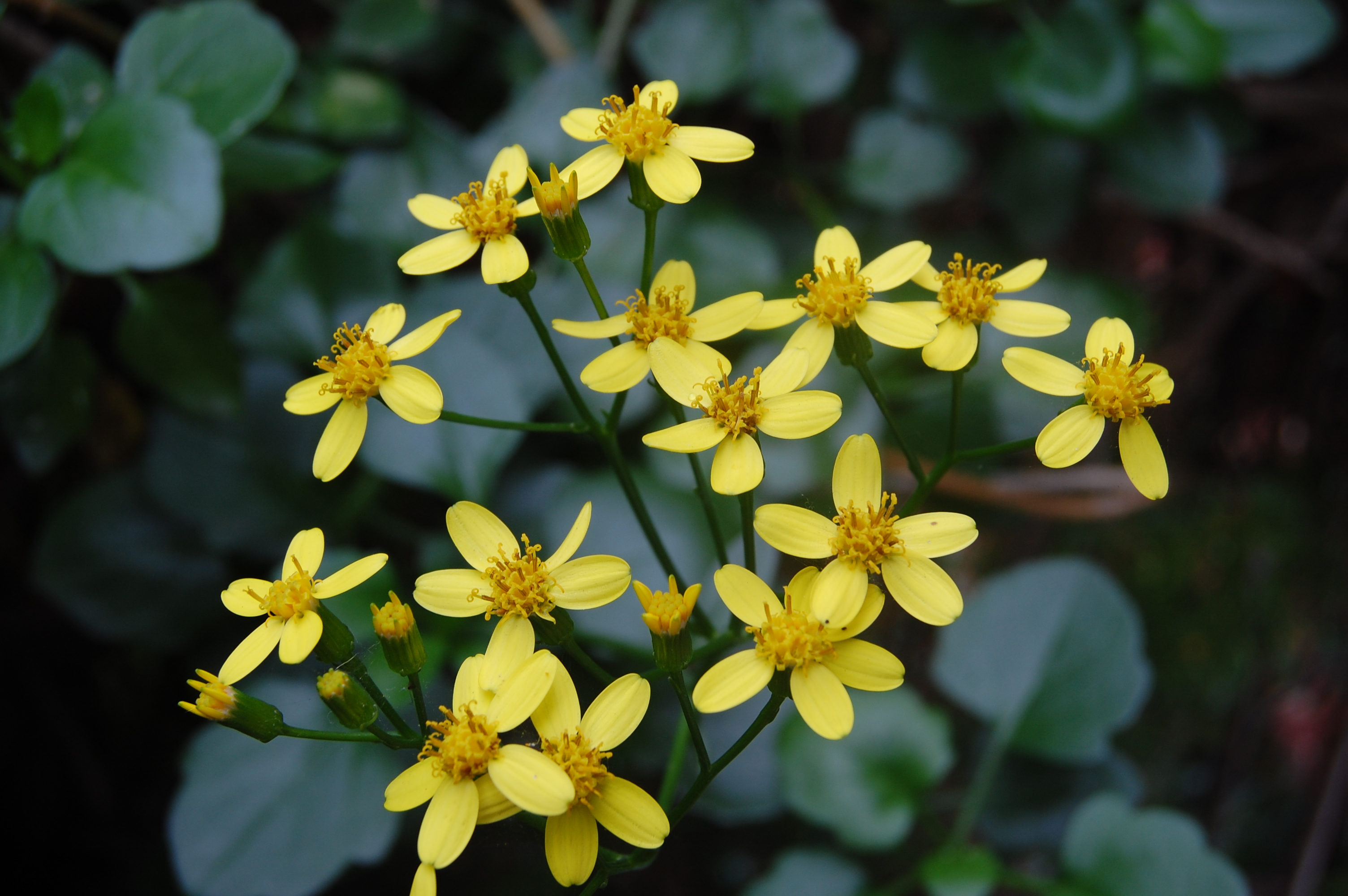
Senecio angulatus

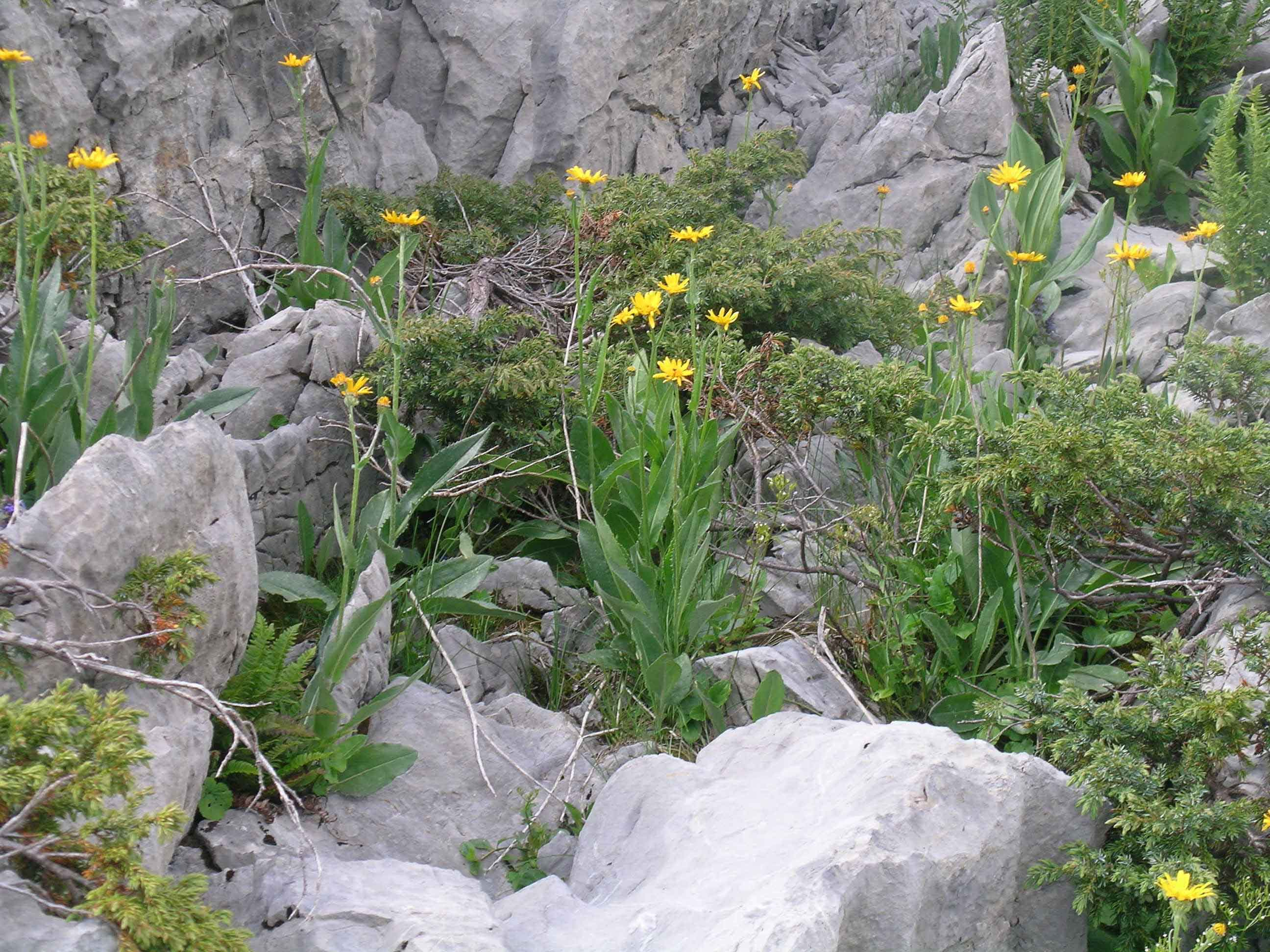
Senecio doronicum

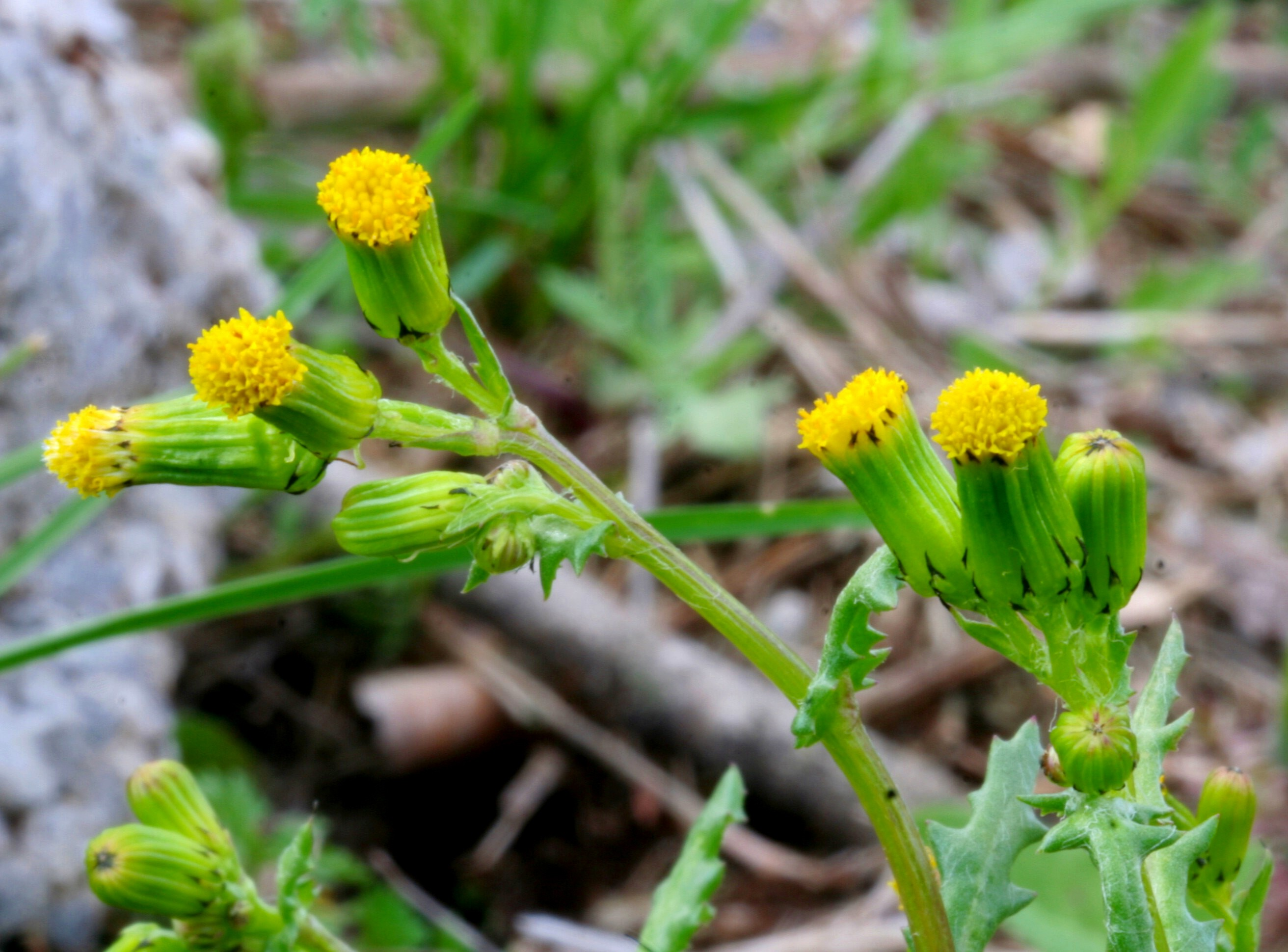
Senecio vulgaris

In Italia sono presenti le seguenti specie di Senecio:
- Senecio angulatus L. f., 1782 - Senecione angoloso
- Senecio cacaliaster Lam., 1779 - Senecione biancastro
- Senecio deltoideus Less., 1832 - Senecione a foglie deltate
- Senecio doria L., 1759 - Senecione erba-doria
- Senecio doronicum (L.) L., 1759 - Senecione mezzano
- Senecio fontanicola Grulich & Hodálová, 1994 - Senecione delle sorgenti
- Senecio gallicus Vill., 1785 - Senecione gallico
- Senecio glaber Less., 1831
- Senecio glaucus L., 1753 - Senecione africano
- Senecio hercynicus Herborg, 1987 - Senecio ercinico
- Senecio inaequidens DC., 1838 - Senecione sudafricano
- Senecio leucanthemifolius Poir., 1789 - Senecione costiero
- Senecio lividus L., 1753 - Senecione livido
- Senecio nemorensis L., 1753 – Senecione silvano
- Senecio ovatus Willd., 1803 – Senecione di Fuchs
- Senecio provincialis (L.) Druce, 1914 - Senecio di Gerard
- Senecio pterophorus DC. - Senecione alato
- Senecio scopolii Hoppe & Hornsch., 1818 – Senecione illirico
- Senecio squalidus L., 1753 - Senecione montanino
- Senecio sylvaticus L., 1753 - Senecione delle selve
- Senecio transiens (Rouy) Jeanm., 2003 - Senecione costiero
- Senecio viscosus L., 1753 - Senecione viscoso
- Senecio vulgaris L., 1753 - Senecione comune

### Specie controverse
Le seguenti specie indicate nella pubblicazione "Flora d'Italia" di Sandro Pignatti, in altre checklist sono considerate sinonimi:
- Senecio aethnensis Jan ex DC.: sinonimo di Senecio squalidus subsp. aethnensis (Jan ex DC.) Greuter[3]
- Senecio chrysanthemifolius Poir.: sinonimo di Senecio squalidus subsp. chrysanthemifolius (Poir.) Greuter[4]
- Senecio pygmaeus DC.: sinonimo di Senecio leucanthemifolius subsp. leucanthemifolius Poir.[5]
- Senecio rupestris Waldst. & Kit.: sinonimo di Senecio squalidus subsp. rupestris (Waldst. & Kit.) Greuter[6]
- Senecio siculus F.Dietr.: sinonimo di Senecio leucanthemifolius subsp. leucanthemifolius Poir.[6]
- Senecio tenorei Pignatti: sinonimo di Senecio scopolii subsp. floccosus (Bertol.) Greuter[7]

Le seguenti specie non sono indicate come presenti in Italia dalla pubblicazione "Flora d'Italia", ma da altre checklist:
- Senecio aegadensis C.Brullo & Brullo[8] (sinonimo di Senecio leucathemifolius[1]).
- Senecio altissimus Mill.[9].
- Senecio apenninus Tausch[10]  (sinonimo di Senecio provincialis[1]).
- Senecio chrysocoma Meerb.: specie "esotica naturalizzata".[11]
- Senecio crassiflorus  DC.: specie "esotica naturalizzata".[12]
- Senecio morisii J.Calvo & Bacch., 2015[13]
- Senecio petraeus Boiss. & Reut., 1852 - Senecione delle pietraie.[14]
- Senecio vernalis Waldst. & Kit, 1800[15]  (sinonimo di Senecio leucathemifolius subsp. vernalis[1])

La pubblicazione "An annotated checklist of the Italian Vascular Flora" non riconosce i generi Jacobaea, Delairea, Roldana e Tephroseris per cui descrive all'interno del genere Senecio anche le seguenti specie:
- Senecio abrotanifolius L. (sinonimo di Jacobaea abrotanifolia  Moench)
- Senecio alpinus (L.) Scop. (sinonimo di Jacobaea alpina (L.) Moench)
- Senecio ambiguus (Biv.) DC. (sinonimo di Jacobaea ambigua (Biv.) Pelser & Veldkamp)
- Senecio aquaticus Hill. (sinonimo di Jacobaea aquatica  (Hill) G.Gaertn., B.Mey. & Scherb.)
- Senecio crassifolius Willd. (sinonimo di Tephroseris crassifolia (Schult.) Griseb. & Schenk, 1852)
- Senecio delphiniifolius Vahl (sinonimo di Jacobaea delphiniifolia (Vahl) Pelser & Veldkamp)
- Senecio erucifolius L. (sinonimo di Jacobaea erucifolia (L.) P.Gaertn., B.Mey. & Schreb.)
- Senecio gibbosus (Guss.) DC. (sinonimo di Jacobaea gibbosa (Guss.) B.Nord. & Greuter)
- Senecio halleri Dandy (sinonimo di Jacobaea uniflora (All.) Veldkamp)
- Senecio incanus L. (sinonimo di Jacobaea incana (L.) Veldkamp)
- Senecio jacobaea L. (sinonimo di Jacobaea vulgaris Gaertn.)
- Senecio lycopifolius Desf. (sinonimo di Jacobaea lycopifolia (Poir.) Greuter & B.Nord.)
- Senecio mikanioides Otto ex Walp. (sinonimo di Delairea odorata Lem.)
- Senecio paludosus L. (sinonimo di Jacobaea paludosa (L.))
- Senecio persoonii De Not. (sinonimo di Jacobaea persoonii (De Not.) Pelser)
- Senecio petasitis (Sims) DC. (sinonimo di Roldana petasitis (Sims) H.Rob. & Brettell)
- Senecio subalpinus W. D. J. Koch (sinonimo di Jacobaea subalpina (W. D. J. Koch) Pelser & Veldkamp)

Altre specie indicate dalla pubblicazione "An annotated checklist of the Italian Vascular Flora":
- Senecio apuanus Tausch (sinonimo di Senecio nemorensis subsp. apuanus (Tausch) Greuter[17])
- Senecio germanicus Wallr. (sinonimo di Senecio nemorensis subsp. jacquinianus (Rchb.) Čelak.[18])
- Senecio grisebachii Baker: nella pubblicazione è indicata come specie "esotica naturalizzata" e presente in Liguria.
- Senecio incrassatus Guss (sinonimo di  Senecio aegadensis  C.Brullo & Brullo)
- Senecio linifolius L. - Senecio a foglie di lino: nella pubblicazione è indicata come specie "esotica naturalizzata" e presente in Abruzzo.
- Senecio pygmaeus DC. (sinonimo di Senecio leucanthemifolius subsp. leucanthemifolius Poir.[19])
- Senecio stabianus Lacaita  (sinonimo di Senecio ovatus subsp. stabianus (Lacaita) Greuter[20])

## Visione sinottica del genere
L’elenco seguente utilizza in parte il sistema delle chiavi analitiche (vengono cioè indicate solamente quelle caratteristiche utili a distingue un taxon dall'altro):
- 1A: la venatura delle foglie è palmata;

Senecio deltoideus Less. - Senecione a foglie deltate: le foglie hanno delle false stipole alla base del picciolo; l'altezza massima della pianta è di 3 - 6 dm; il ciclo biologico è perenne; la forma biologica è camefita fruticosa (Ch frut); il tipo corologico è Sudafricano; l'habitat tipico sono gli ambienti antropizzati; in Italia si trova in Liguria.
Senecio angulatus L.f. - Senecione angoloso: le foglie sono prive delle false stipole alla base del picciolo; l'altezza massima della pianta è di 3 - 6 dm; il ciclo biologico è perenne; la forma biologica è camefita fruticosa (Ch frut); il tipo corologico è Sudafricano; l'habitat tipico sono gli ambienti antropizzati, le aree agricole e gli incolti; in Italia si trova su tutto il territorio.
- 1B: la venatura delle foglie è pennata;

- 2A: il ciclo biologico delle piante è annuo;

- 3A: i fiori ligulati sono assenti (capolini di tipo discoide);

Senecio vulgaris   L. - Senecione comune: l'altezza massima della pianta è di 2 - 4 dm; il ciclo biologico è annuo; la forma biologica è terofita scaposa (T scap); il tipo corologico è Euri-Mediterraneo / Cosmopolita; l'habitat tipico sono gli incolti presso le abitazioni e le colture (infestante); in Italia è una specie molto comune e si trova su tutto il territorio fino ad una quota di 1.800 m s.l.m..
- 3B: i fiori ligulati sono presenti (capolini di tipo radiato);

- 4A: le ligule sono lunghe fino a 5 mm e sono revolute dopo l'antesi;

- 5A: le piante sono densamente vischiose (peli ghiandolari dall'odore sgradevole); gli acheni sono glabri;

Senecio viscosus L. - Senecione vischioso: l'altezza massima della pianta è di 2 - 6 dm; il ciclo biologico è annuo; la forma biologica è terofita scaposa (T scap); il tipo corologico è Europeo; l'habitat tipico sono gli incolti pietrosi, le radure, i muri e i cedui; in Italia è una specie rara e si trova al Nord fino ad una quota di 2.200 m s.l.m..
- 5B: le piante non sono vischiose (l'odore è erbaceo); gli acheni sono pubescenti;

Senecio sylvaticus L. - Senecione delle selve: gli involucri sono sottesi da 2 - 3 brattee esterne; gli acheni sono lunghi 2,2 - 2,5 mm; l'altezza massima della pianta è di 2 - 7 dm; il ciclo biologico è annuo; la forma biologica è terofita scaposa (T scap); il tipo corologico è Europeo; l'habitat tipico sono gli incolti, le radure e i cedui; in Italia è una specie rara e si trova su tutto il territorio fino ad una quota di 1.200 m s.l.m..
Senecio lividus L. - Senecione livido: gli involucri sono sottesi da 4 - 6 brattee esterne; gli acheni sono lunghi 3 - 4 mm; l'altezza massima della pianta è di 2 - 7 dm; il ciclo biologico è annuo; la forma biologica è terofita scaposa (T scap); il tipo corologico è Steno-Mediterraneo; l'habitat tipico sono gli incolti, i cedui e le carbonaie; in Italia è una specie rara e si trova su tutto il territorio fino ad una quota di 800 m s.l.m..
- 4B: le ligule sono lunghe più di 5 mm e non sono revolute dopo l'antesi;

- 6A: le piante sono in genere pubescenti; le foglie sono del tipo pennatifido con lacinie lineari; le brattee involucrali sono verdi;

Senecio gallicus Vill. ex Chaix - Senecione gallico: le foglie hanno delle lacinie e delle auricole con bordi interi; l'altezza massima della pianta è di 1 - 4 dm; il ciclo biologico è annuo; la forma biologica è terofita scaposa (T scap); il tipo corologico è Ovest Mediterraneo / Steno-Mediterraneo; l'habitat tipico sono gli incolti aridi; in Italia è una specie rara e si trova in Liguria fino ad una quota di 500 m s.l.m..
Senecio glaucus L. - Senecione africano: le foglie hanno delle lacinie e delle auricole con bordi dentati; l'altezza massima della pianta è di 1 - 3 dm; il ciclo biologico è annuo; la forma biologica è terofita scaposa (T scap); il tipo corologico è Saharo-Sind.; l'habitat tipico sono gli incolti e le sabbie marittime; in Italia è una specie rara e si trova in Sicilia fino ad una quota di 300 m s.l.m..
- 6B: le piante sono in genere subglabre; le foglie sono del tipo da intero a profondamente lobato (le lacinie sono comunque larghe); le brattee involucrali sono spesso nerastre (specialmente all'apice);

Complesso di Senecio leucanthemifolius:  (vedi più avanti).
- 2B: il ciclo biologico delle piante è perenne;

- 7A: i fiori ligulati sono assenti (raramente) o al massimo 8;

Aggregato di Senecio nemorensis : le foglie inferiori e quelle medie sono confrontabili con quelle superiori. (vedi più avanti).
Aggregato di Senecio doria : le foglie inferiori e quelle medie non sono confrontabili con quelle superiori (quest'ultime sono progressivamente ridotte). (vedi più avanti).
- 7B:  i fiori ligulati sono da 9 a 22;

- 8A: le foglie sono del tipo pennato;

- 9A: la sinflorescenza in genere è formata da un solo capolino;

Senecio scopolii  Hoppe & Hornsch. ex Bluff & Fingerh. - Senecione illirico: l'altezza massima della pianta è di 2 - 5 dm; il ciclo biologico è perenne; la forma biologica è emicriptofita rosulata (H ros); il tipo corologico è Endemico - Illirico; l'habitat tipico sono i prati aridi e i pascoli; in Italia è una specie rara e si trova nel Nord-Est fino ad una quota compresa tra 300 e 1.100 m s.l.m..
- 9B: la sinflorescenza in genere è formata da due o più capolini;

- 10A: gli acheni sono lunghi 1 - 3 mm e sono più o meno pubescenti;

Senecio squalidus L. - Senecione montanino: l'altezza massima della pianta è di 2 - 4 dm; il ciclo biologico è annuo; la forma biologica è terofita scaposa (T scap); il tipo corologico è Endemico; l'habitat tipico sono gli ambienti disturbati; in Italia è una specie rara e si trova in Sicilia e Sardegna fino ad una quota di 1.000 m s.l.m.. All'interno di questa specie nella "Flora d'Italia" sono descritte diverse specie considerate sinonimi da altre checklist: S. chrysanthemifolius Poir., S. aethnensis Jan ex DC., S. rupestris Waldst. & Kit. e S. siculus All..
Senecio glaber Ucria: è simile al Senecio squalidus ma le foglie sono da dentate a incise con lunghi lobi; l'habitat è condiviso con arbusti spinosi emisferici; in Italia si trova in Sicilia (Etna) fino ad una quota compresa tra 1.600 e 1.900 m s.l.m..
- 10B: gli acheni sono lunghi 5 - 7 mm e sono più o meno glabri;

Aggregato di Senecio doronicum:  (vedi più avanti).
- 8B: le foglie sono del tipo più o meno lineare;

Senecio pterophorus  DC. - Senecione alato: le foglie hanno delle forme da ovate a lineari-lanceolate larghe 0,5  - 1,5 cm; l'altezza massima della pianta è di 8 - 15 dm; il ciclo biologico è perenne; la forma biologica è camefita suffruticosa (Ch suffr); il tipo corologico è Sudafricano; l'habitat tipico sono gli ambienti antropizzati, le sponde e i greti dei fiumi; in Italia è una specie invasiva e si trova in Liguria fino ad una quota compresa tra 200 - 500 m s.l.m..
Senecio inaequidens  DC. - Senecione sudafricano: le foglie sono lineari larghe 1 - 3 mm e generalmente intere; l'altezza massima della pianta è di 4 - 6 dm; il ciclo biologico è perenne; la forma biologica è camefita suffruticosa (Ch suffr); il tipo corologico è Sudafricano; l'habitat tipico sono gli ambienti antropizzati (radure e massicciate), le aree agricole, i boschi e gli arbusteti; in Italia è una specie invasiva e si trova su tutto il territorio fino ad una quota di 500 m s.l.m..

### Complesso diSenecio leucanthemifolius
Questo gruppo è caratterizzato da piante con cicli biologici annui, superfici subglabre, fusti ramosi, foglie da intere a pennatifide, capolini con involucri del diametro di 4 – 6 mm e brattee involucrali spesso nerastre.
Composizione dell'aggregato.
- Senecio leucanthemifolius  Poir.
- Senecio transiens  (Rouy) Jeanm.
- Senecio vernalis Waldst. & Kit., 1800 (questa specie nella "Flora d'Italia" è indicata come Senecio leucanthemifolius subsp. vernalis (Waldst. & Kit.) Greuter.

Nella "Flora d'Italia" in questo gruppo è descritta anche la specie Senecio pygmaeus DC., sinonimo di Senecio leucanthemifolius subsp. leucanthemifolius Poir..
Visione sinottica del complesso.
- 1A: queste piante sono meno robuste; le foglie sono erbacee con forme da intere a profondamente lobate;

Senecio leucanthemifolius  Poir. - Senecione costiero: l'altezza massima della pianta è di 5 - 40 cm; il ciclo biologico è annuo; la forma biologica è terofita scaposa (T scap); il tipo corologico è Steno-Mediterraneo; l'habitat tipico sono le rupi marittime, gli incolti, le aree ruderali, scarichi di immondizie; in Italia è una specie comune e si trova su tutto il territorio lungo le coste fino ad una quota di 1.200 m s.l.m..
- 1B: queste piante sono robuste; le foglie hanno una consistenza carnosetta con margini più o meno interi;

Senecio transiens  (Rouy) Jeanm. - Senecione costiero: l'altezza massima della pianta è di 5 - 40 cm; il ciclo biologico è annuo; la forma biologica è terofita scaposa (T scap); il tipo corologico è Endemico Sardo-Corso; l'habitat tipico sono le dune; in Italia è una specie che si trova in Sardegna.

### Aggregato diSenecio doronicum
Questo gruppo è caratterizzato da piante perenni con fusti robusti ed eretti, da foglie con forme da ovali a lanceolate, da inflorescenze lasse con pochi capolini e acheni glabri lunghi 5 – 7 mm.
Visione sinottica dell'aggregato.
- 1A: le piante sono robuste; le foglie basali hanno delle lamine lanceolate, progressivamente ristrette in quelle cauline; i capolini sono 3 - 7 per sinflorescenza con fiori giallo intenso o aranciato; le brattee involucrali esterne sono lunghe quanto quelle interne;

Senecio doronicum (L.) L. - Senecione mezzano: l'altezza massima della pianta è di 2 - 7 dm; il ciclo biologico è perenne; la forma biologica è emicriptofita scaposa (H scap); il tipo corologico è Orofita Sud-Europeo; l'habitat tipico sono i pascoli alpini e i prati aridi; in Italia è una specie rara e si trova su tutto il territorio fino ad una quota compresa tra 1.300 e 2.400 m s.l.m..
- 1B: le piante sono gracili; le foglie basali hanno delle ovate; i capolini sono 1 - 2 per sinflorescenza con fiori giallo pallido; le brattee involucrali esterne sono lunghe la metè di quelle interne;

Senecio provincialis  Druce - Senecione mezzano: l'altezza massima della pianta è di 2 - 7 dm; il ciclo biologico è perenne; la forma biologica è emicriptofita scaposa (H scap); il tipo corologico è Orofita Sud-Europeo; l'habitat tipico sono i pascoli alpini e i prati aridi; in Italia è una specie rara e si trova su tutto il territorio (quasi assente al Sud) fino ad una quota compresa tra 1.300 e 2.400 m s.l.m..

### Aggregato diSenecio nemorensis
Questo gruppo è caratterizzato da cicli biologici perenni, da superfici con brevi ghiandole (subsessili), da radici fascicolate e stolonifere, da sinflorescenze con numerosi capolini e con calice basale dell'involucro (quello esterno) decisamente differenziato da quello interno (le brattee basali sono divergenti o patenti).
Composizione dell'aggregato.
- Senecio nemorensis  L.
- Senecio hercynicus  Herborg
- Senecio ovatus  (G.Gaertn., B.Mey. & Scherb.) Willd.
- Senecio cacaliaster  Lam.

Visione sinottica dell'aggregato.
- 1A: i fiori ligulati sono da 5 a 22;

- 2A: le foglie sono 3 - 5 volte più lunghe che larghe; le brattee esterne sono 2 - 5 e lunghe più o meno come quelle interne;

Senecio nemorensis  L. - Senecione silvano: le foglie sono circa 3 volte più lunghe che larghe; le brattee involucrali esterne sono 3 - 5; l'altezza massima della pianta è di 6 - 12 dm; il ciclo biologico è perenne; la forma biologica è emicriptofita scaposa (H scap); il tipo corologico è Centro Europeo / Caucasico; l'habitat tipico sono i boschi umidi, le forre e le erbe alte; in Italia si trova più o meno su tutto il territorio fino ad una quota compresa tra 800 e 2.200 m s.l.m..
Senecio hercynicus  Herborg - Senecione ercinico: le foglie sono circa 3 - 5 volte più lunghe che larghe; le brattee involucrali esterne sono 2 - 3; l'altezza massima della pianta è di 4 - 14 dm; il ciclo biologico è perenne; la forma biologica è emicriptofita scaposa (H scap); il tipo corologico è Orofita Europeo; l'habitat tipico sono i sentieri montani e le radure boschive; in Italia è una specie molto rara e si trova solamente nel Nord-Est fino ad una quota compresa tra 800 e 2.000 m s.l.m..
- 2B: le foglie sono 5 - 7 volte più lunghe che larghe; le brattee esterne sono 5 - 6 e sono lunghe la metà di quelle interne;

Senecio ovatus  (G.Gaertn., B.Mey. & Scherb.) Willd. - Senecione di Fuchs: l'altezza massima della pianta è di 10 - 15 dm; il ciclo biologico è perenne; la forma biologica è emicriptofita scaposa (H scap); il tipo corologico è Centro Europeo; l'habitat tipico sono le faggete e i boschi umidi; in Italia è una specie comune e si trova su tutto il territorio (isole escluse) fino ad una quota compresa tra 300 e 2.000 m s.l.m..
- 1B: i fiori ligulati sono assenti o al massimo 3;

Senecio cacaliaster  Lam. - Senecione biancastro: l'altezza massima della pianta è di 10 - 15 dm; il ciclo biologico è perenne; la forma biologica è emicriptofita scaposa (H scap); il tipo corologico è Orofita Sud Europeo; l'habitat tipico sono le radure, i boschi e le malghe in associazione di alte erbe; in Italia si trova soprattutto nel Nord-Est fino ad una quota compresa tra 300 e 2.000 m s.l.m..

### Aggregato diSenecio doria
Questo gruppo è caratterizzato da erbe perenni alte fino 15 dm, da foglie lanceolate molto allungate, da ampie sinflorescenze formate da molti capolini e da involucri cilindrici con brattee esterne e interne poco differenziate.
Visione sinottica dell'aggregato.
- 1A: le piante sono alte da 5 a 15 dm; la forma delle foglie è lineare-spatolata;

Senecio doria L. - Senecione erba-doria: l'altezza massima della pianta è di 5 - 15 dm; il ciclo biologico è perenne; la forma biologica è elofita (He); il tipo corologico è Sud Est Europeo; l'habitat tipico sono le paludi e prati torbosi; in Italia è una specie molto rara e si trova fino ad una quota 800 m s.l.m..
- 1B: le piante sono alte da 5 a 7 dm; la forma delle foglie è oblanceolata;

Senecio fontanicola  Grulich & Hodálová - Senecione delle sorgenti: l'altezza massima della pianta è di 5 - 7 dm; il ciclo biologico è perenne; la forma biologica è elofita (He); il tipo corologico è Endemico; l'habitat tipico sono le torbiere basse; in Italia è una specie molto rara e si trova nel Nord-Est fino ad una quota 300 m s.l.m..

## Zona alpina
Delle oltre due dozzine di specie spontanee della flora italiana più della metà vivono sull'arco alpino. La tabella seguente mette in evidenza alcuni dati relativi all'habitat, al substrato e alla distribuzione delle specie alpine.
| Specie | Comunità vegetali | Piani vegetazionali         | Substrato  | pH     | Livello trofico | H2O   | Ambiente                | Zona alpina                                        |
| --- | ----------------- | --------------------------- | ---------- | ------ | --------------- | ----- | ----------------------- | -------------------------------------------------- |
| S. cacaliaster | 11                | subalpino montano           | Ca/Si – Si | neutro | alto            | umido | B6 F7 G2 G4 H1 I1 I2    | Alpi orientali                                     |
| S. doria | 11                | montano collinare           | Ca – Si    | neutro | medio           | umido | A3 A4 B5 F3 I2          | UD                                                 |
| S. doronicum | 10                | alpino subalpino            | Ca – Ca/Si | basico | basso           | medio | C3 F5 G1 H2             | quasi tutto l'arco alpino                          |
| S. gallicus | 2                 | montano collinare           | Ca – Si    | neutro | medio           | secco | B1 B2 B5 F2             | Alpi Liguri                                        |
| S. inaequidens | 5                 | collinare                   | Ca – Si    | neutro | medio           | secco | B1 B3 C2                | tutto l'arco alpino (soprattutto centro/orientale) |
| S. hercynicus | 11                | subalpino montano           | Ca – Si    | neutro | alto            | umido | C6 F7 I1 I2             | CO SO BG BS TN BZ BL                               |
| S. nemorensis subsp glabratus | 11                | montano                     | Ca – Si    | neutro | alto            | umido | C4 C6 D2 F7 I1          | BG BS TN BZ BL UD                                  |
| S. nemorensis subsp nemorensis | 11                | collinare                   | Ca – Si    | neutro | alto            | umido | B6 D2 F7 I2             | AO TN BZ UD                                        |
| S. ovatus subsp alpestris | 11                | montano                     | Ca – Si    | neutro | alto            | medio | B6 F7 G2                | Alpi occidentali/centrali                          |
| S. ovatus subsp ovatus | 11                | montano collinare           | Ca – Si    | neutro | alto            | medio | B6 F7 G2 I2             | NO SO BG TN BZ BL UD                               |
| S. provincialis | 9                 | montano                     | Ca – Ca/Si | basico | basso           | secco | F2                      | AO                                                 |
| S. squalidus subsp. rupestris | 3                 | subalpino montano           | Ca – Ca/Si | neutro | alto            | medio | B1 B4 B5 B6 C1 C2 C3 H2 | Alpi centro/orientali                              |
| S. sylvaticus | 11                | montano collinare           | Ca/Si – Si | acido  | alto            | medio | B6                      | IM TN BZ                                           |
| S. viscosus | 3                 | subalpino montano collinare | Ca/Si – Si | neutro | medio           | secco | B6 C1 C3                | tutto l'arco alpino                                |
| S. vulgaris | 2                 | montano collinare           | Ca – Si    | neutro | alto            | medio | B1 B2 B5 B6 B7          | tutto l'arco alpino                                |
| Legenda e note alla tabella. Substrato con “Ca/Si” si intendono rocce di carattere intermedio (calcari silicei e simili); vengono prese in considerazione solo le zone alpine del territorio italiano (sono indicate le sigle delle province). Comunità vegetali: 2 = comunità terofitiche pioniere nitrofile; 3 = comunità delle fessure, delle rupi e dei ghiaioni; 5 = comunità perenni nitrofile; 7 = comunità delle paludi e delle sorgenti; 9 = comunità a emicriptofite e camefite delle praterie rase magre secche; 10 = comunità delle praterie rase dei piani subalpino e alpino con dominanza di emicriptofite; 11 = comunità delle macro- e megaforbie terrestri Ambienti: A3 = ambienti acquatici come rive, stagni, fossi e paludi; A4 = ambienti umidi, temporaneamente inondati o a umidità variabile; B1 = campi, colture e incolti; B2 = ambienti ruderali, scarpate; B4 = riposi del bestiame; B5 = rive, vicinanze corsi d'acqua; B6 = tagli rasi forestali, schiarite, strade forestali; B7 = parchi, giardini, terreni sportivi; C1 = ambienti sabbiosi, affioramenti rocciosi; C2 = rupi, muri e ripari sotto roccia; C3 = ghiaioni, morene e pietraie; C4 = campi solcati; C6 = schiarite di boschi e strade forestali; D1 = sorgenti e cadute d'acqua; D2 = bordi dei ruscelli; F2 = praterie rase, prati e pascoli dal piano collinare al subalpino; F3 = prati e pascoli mesofili e igrofili; F5 = praterie rase subalpine e alpine; F7 = margini erbacei dei boschi; G1 = lande e popolamenti a lavanda; G2 = praterie rase dal piano collinare a quello alpino; G4 = arbusteti e margini dei boschi; H1 = ontaneti verdi, saliceti subalpini; H2 = boscaglie di pini montani; I1 = boschi di conifere; I2 = boschi di latifoglie |                   |                             |            |        |                 |       |                         |                                                    |

## Alcune specie della flora italiana

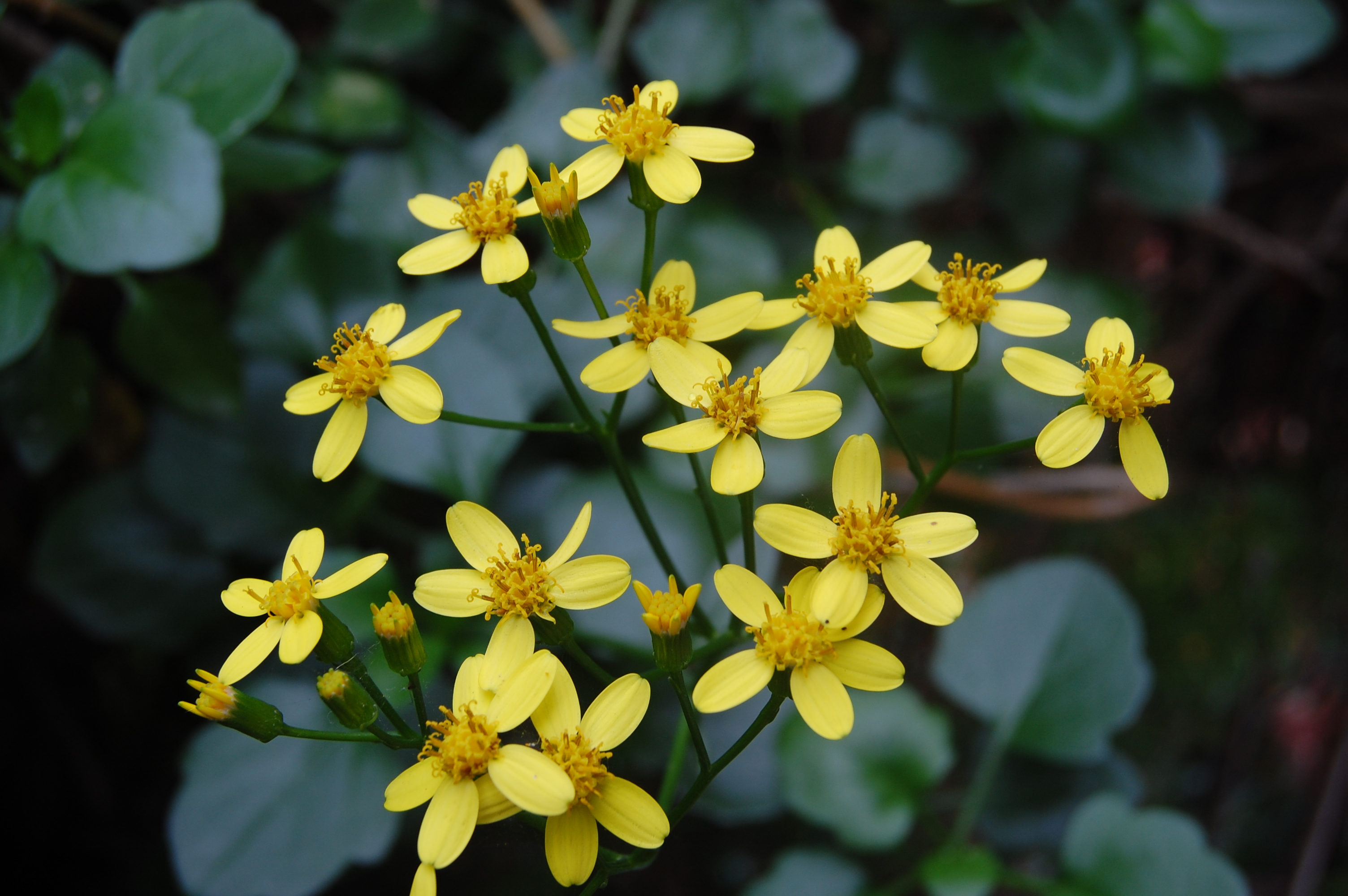
Senecio angulatus
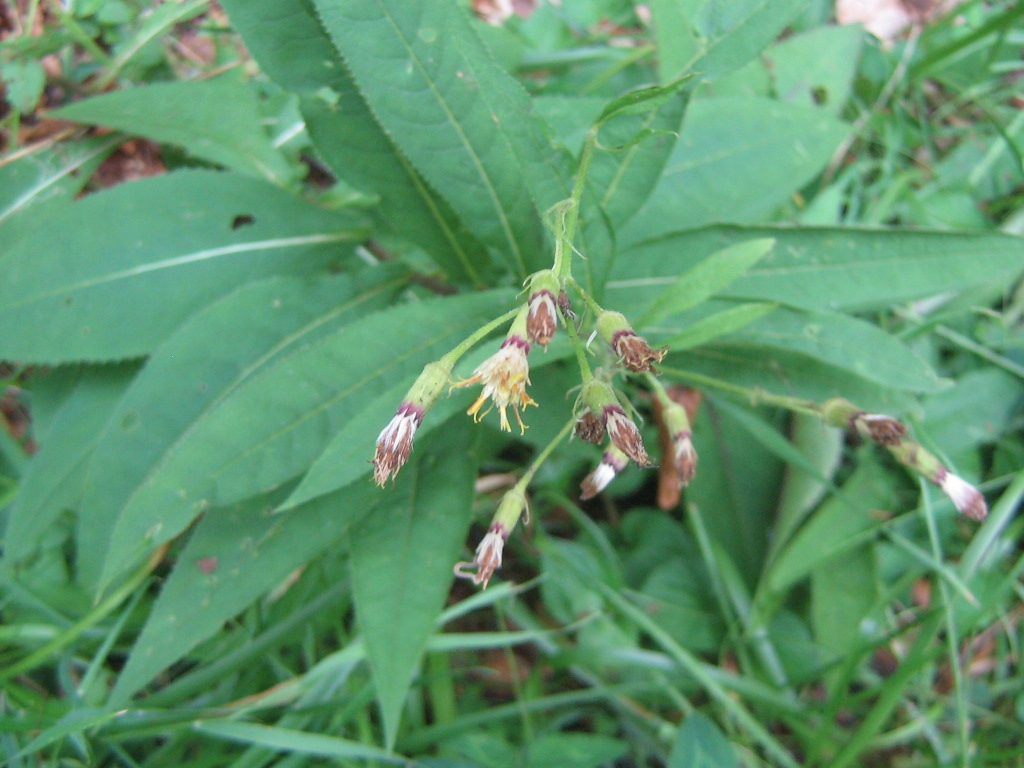
Senecio cacaliaster
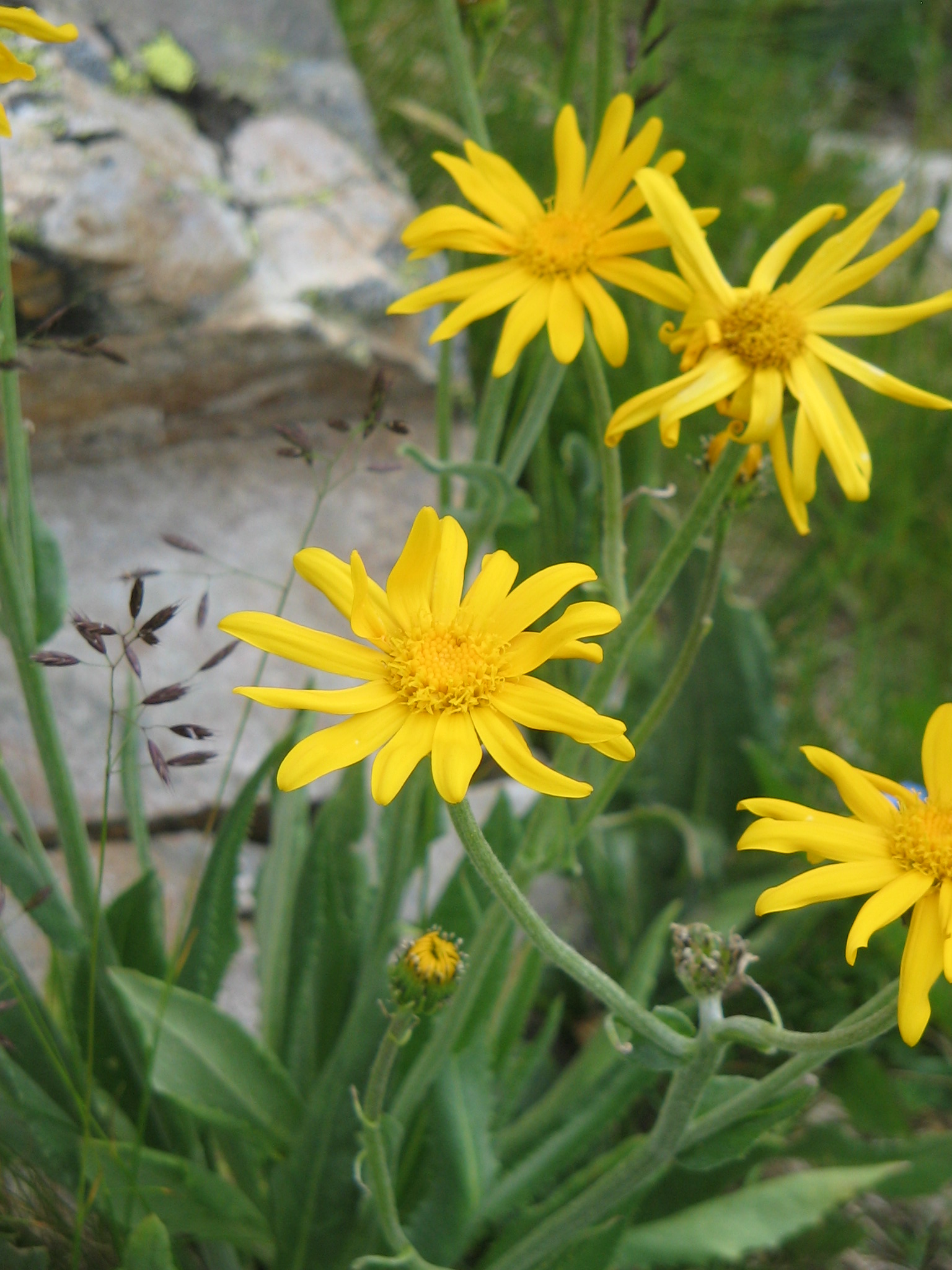
Senecio doronicum
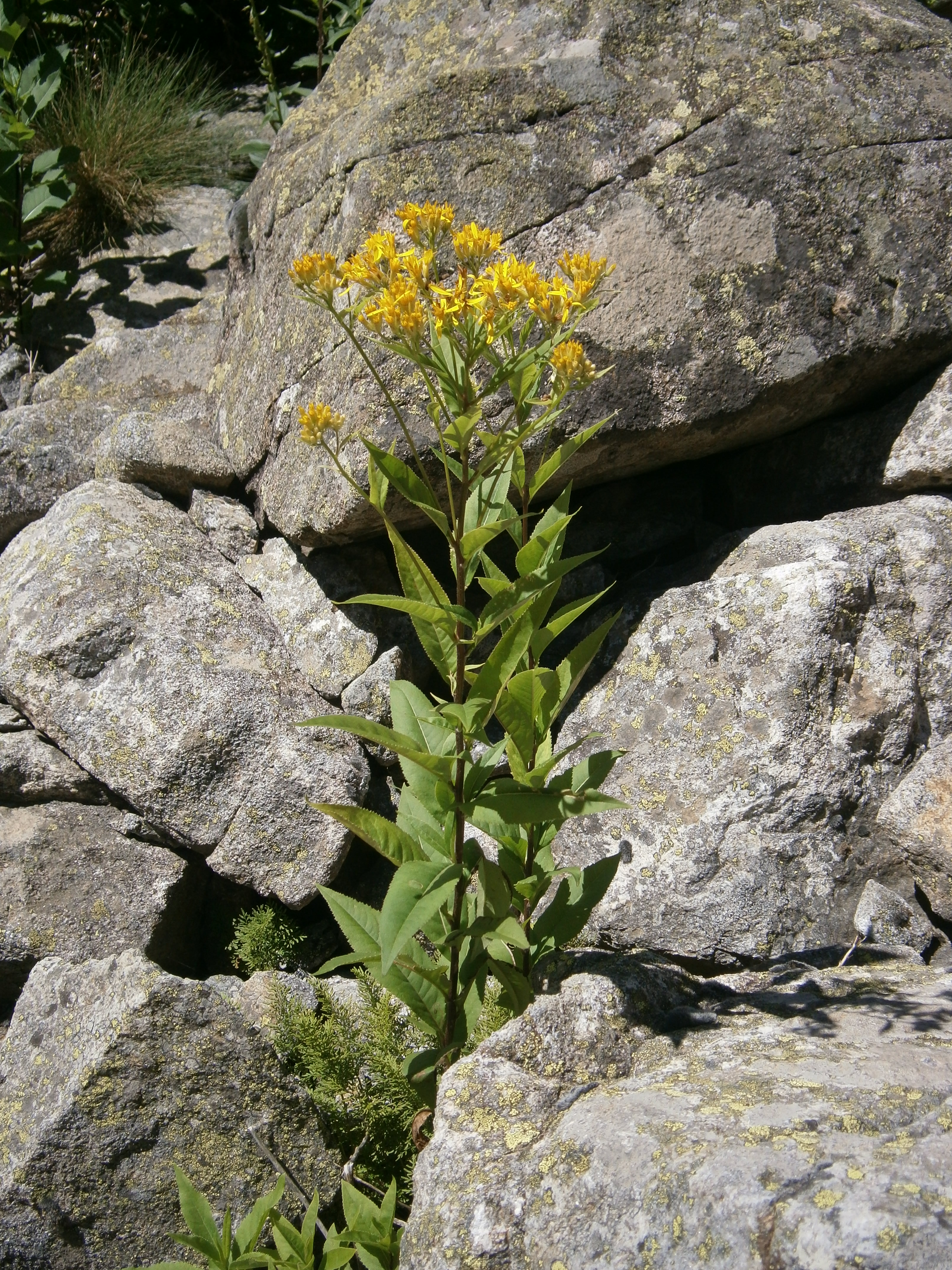
Senecio hercynicus
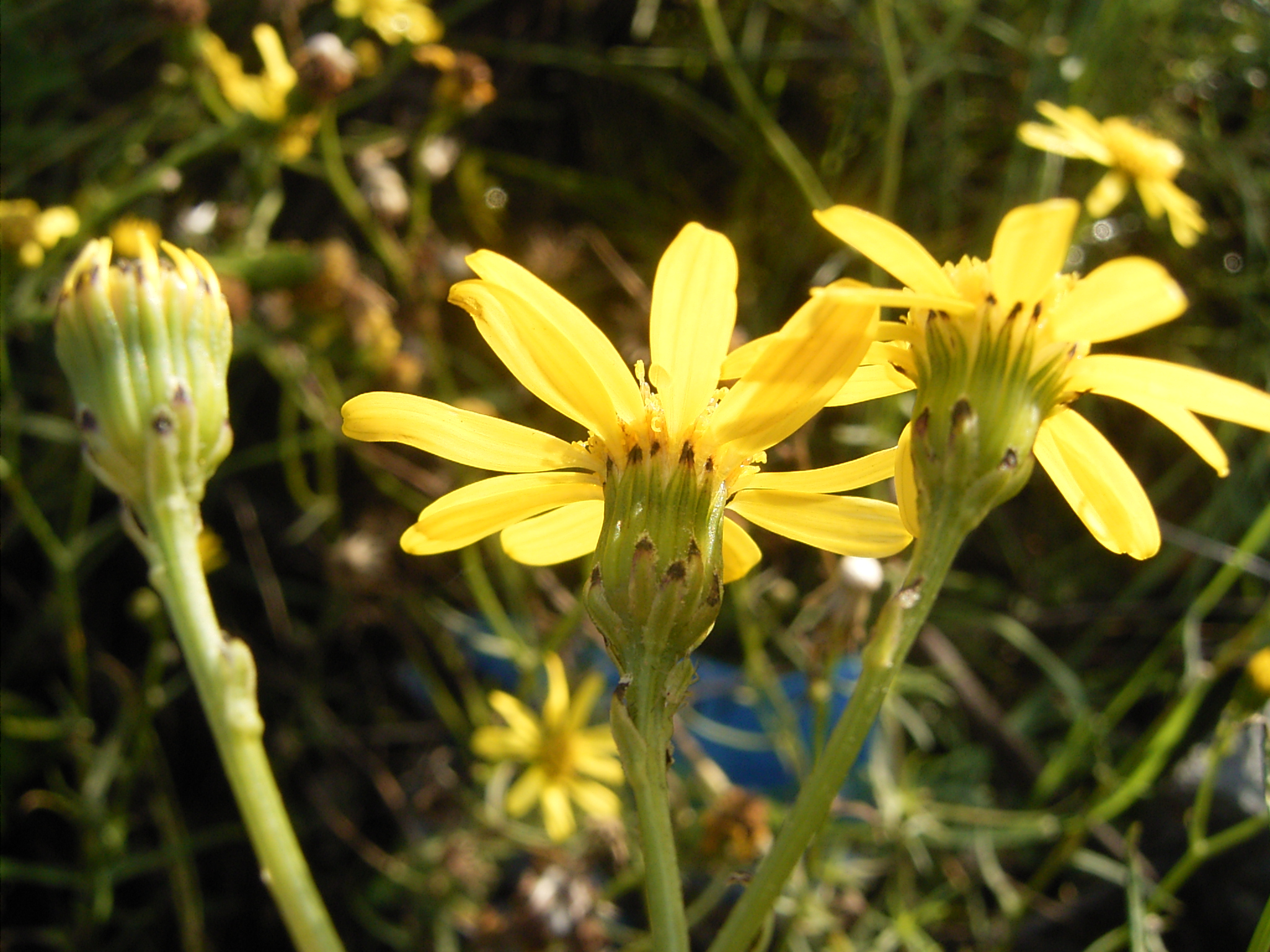
Senecio inaequidens
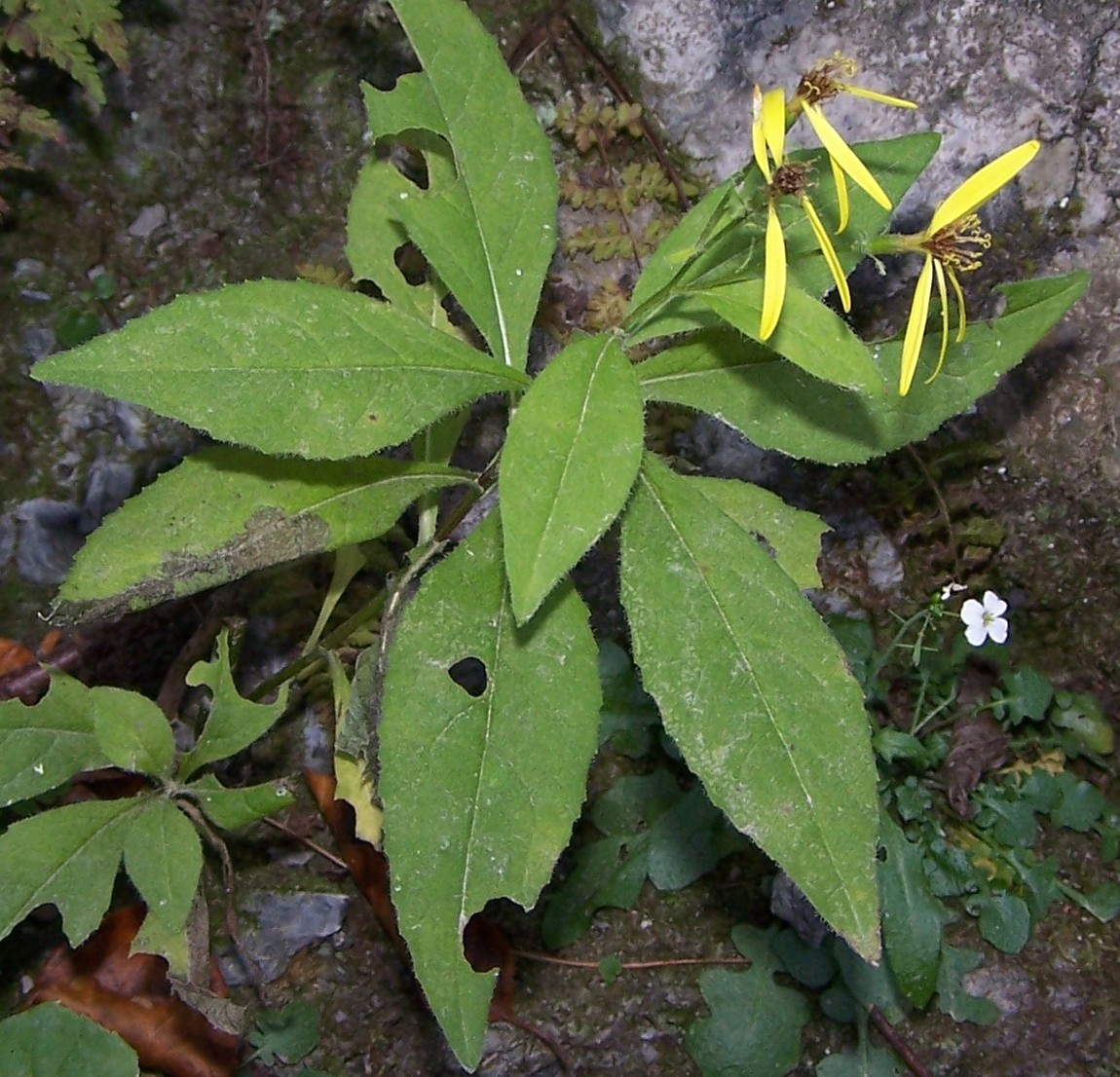
Senecio nemorensis
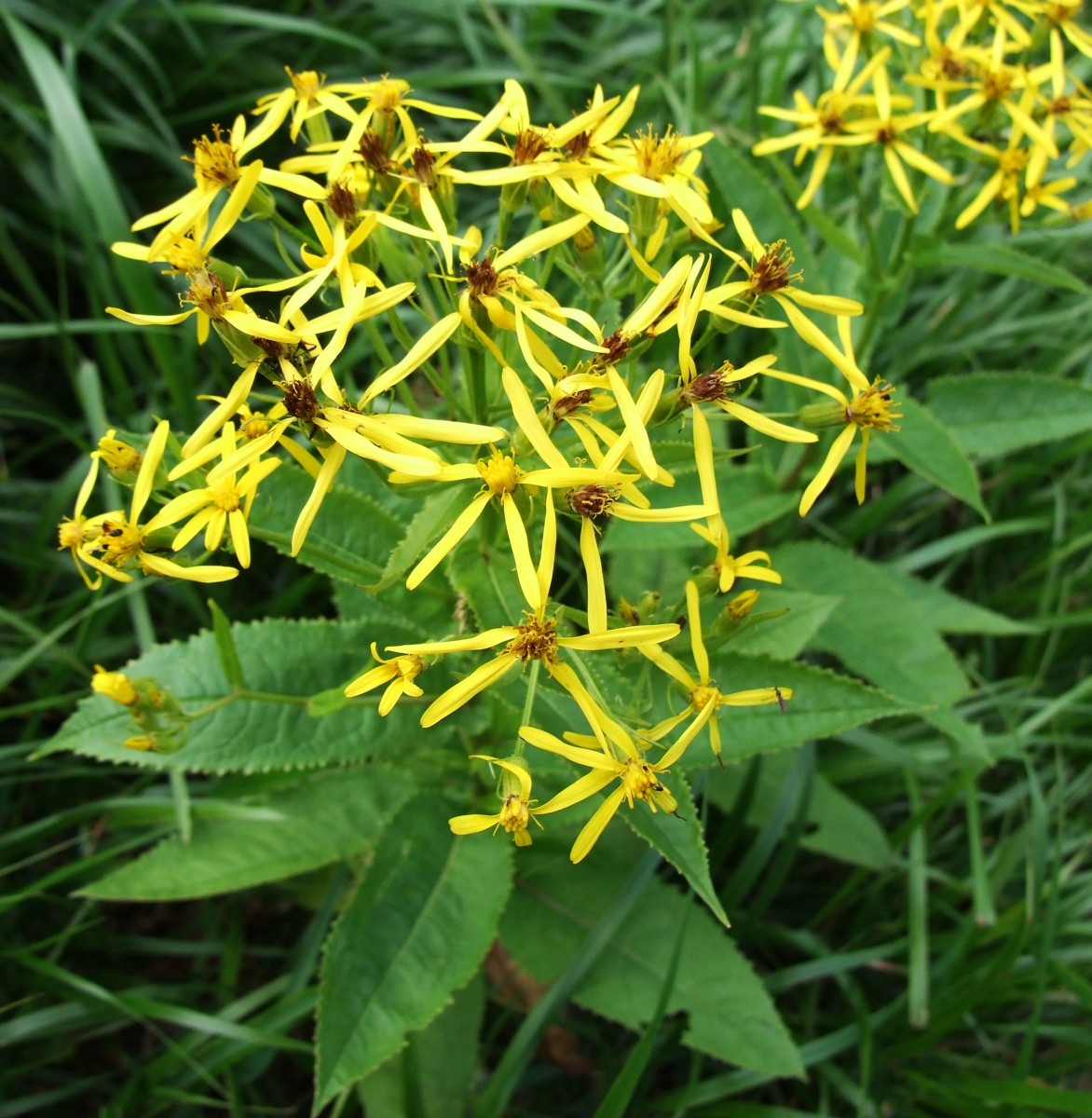
Senecio ovatus
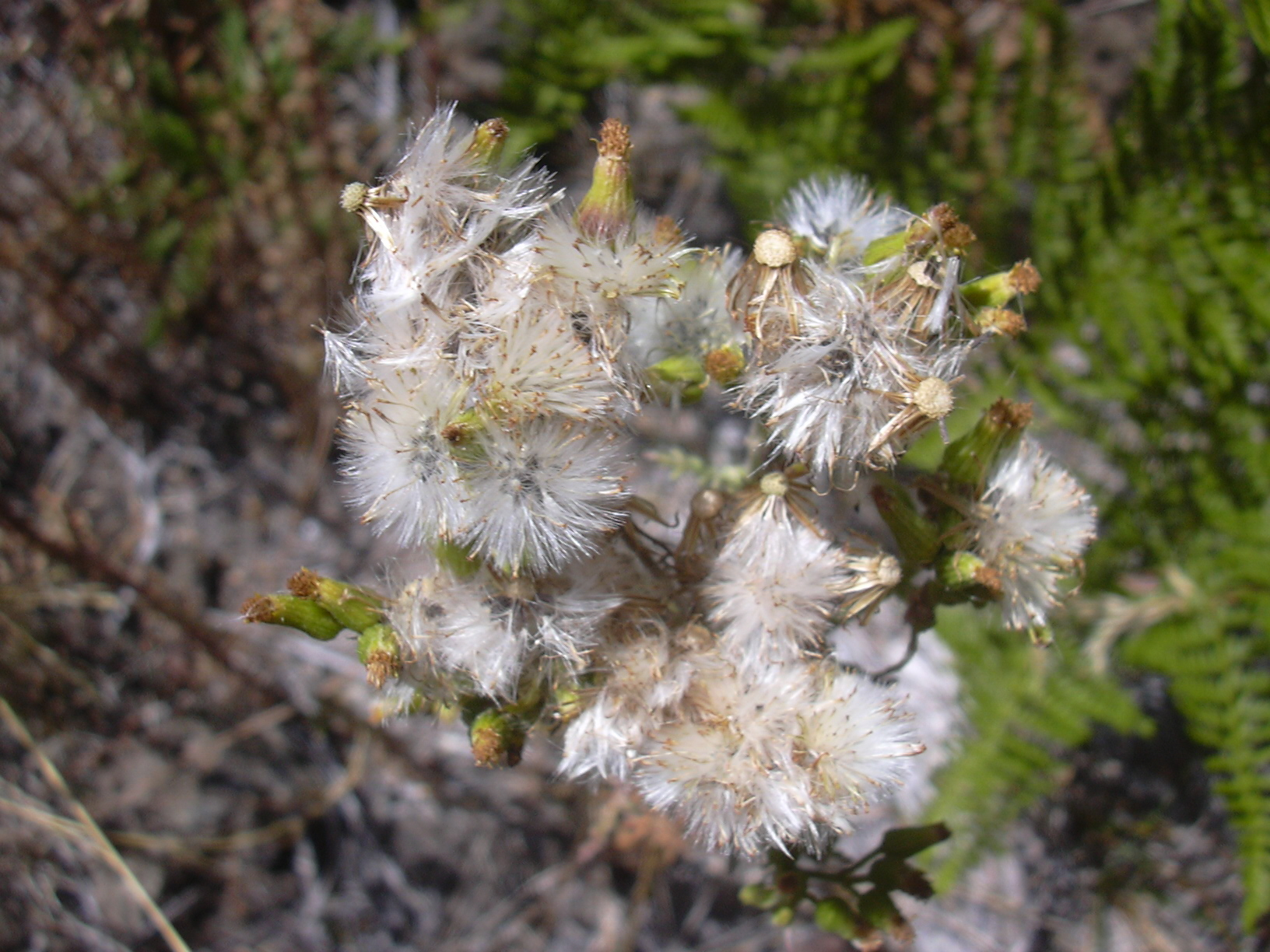
Senecio sylvaticus
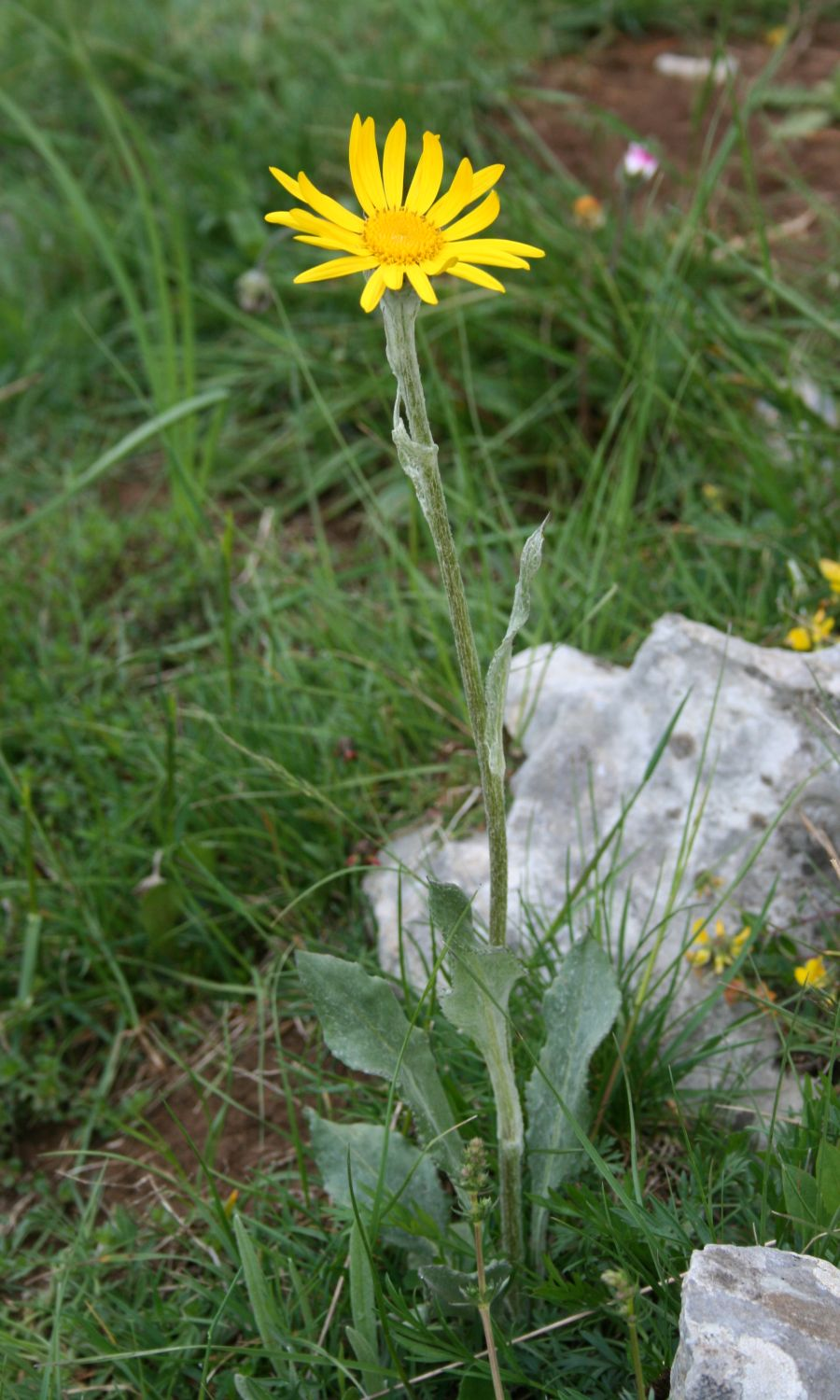
Senecio scopolii
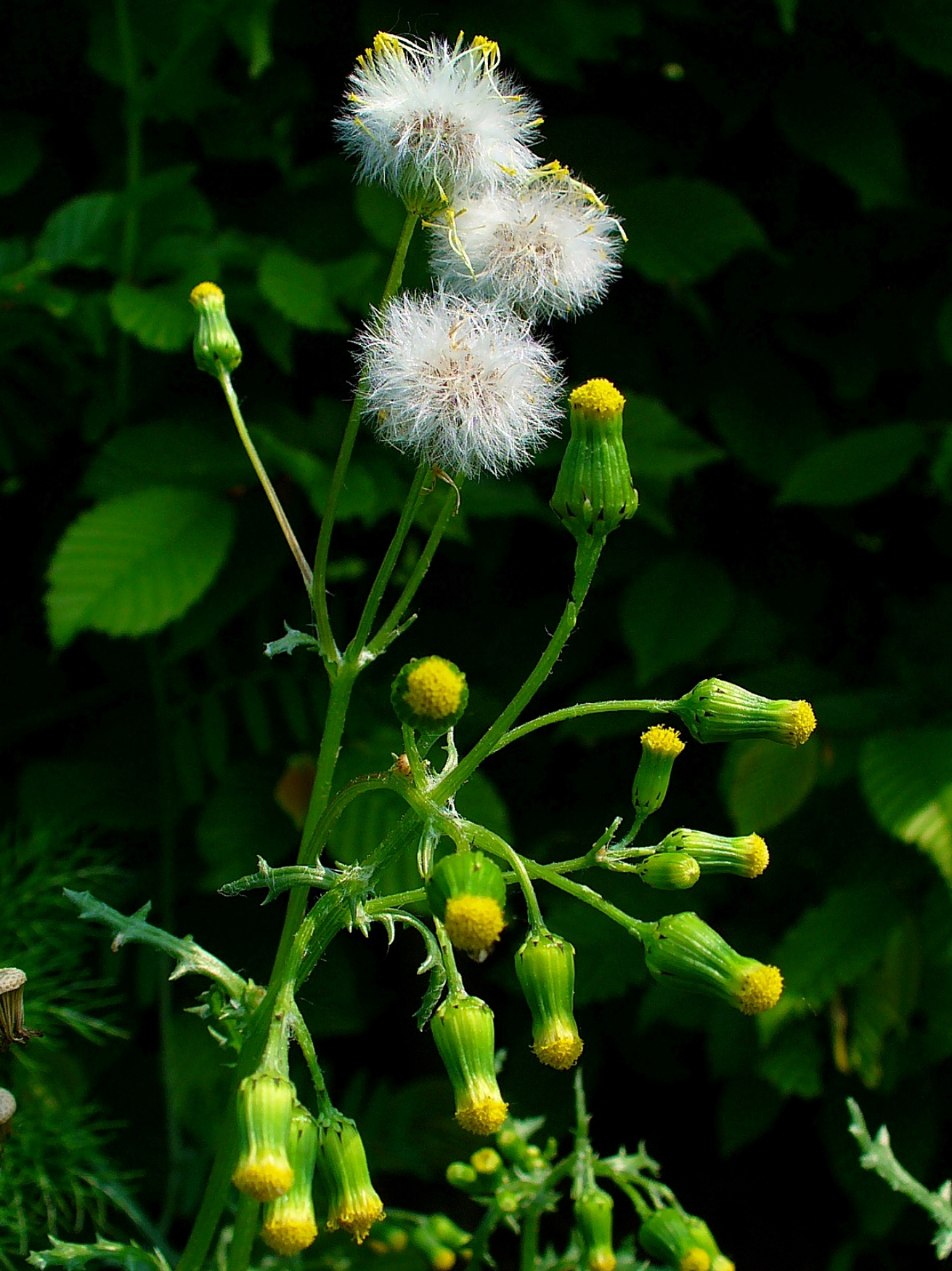
Senecio vulgaris